# Réplicant
Vous lisez un « bon article » labellisé en 2007.
Pour les articles homonymes, voir Replicant.
Cet article concerne les réplicants dans le film Blade Runner. Pour le film du même nom, voir Replicant (film).

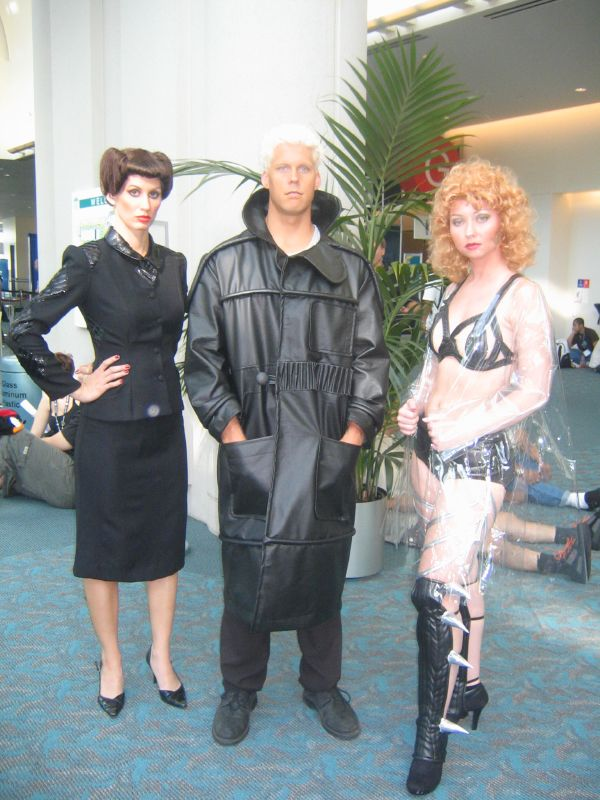
Cosplay de personnes déguisées en réplicants du film Blade Runner à la San Diego Comic-Con 2007.
De gauche à droite, les personnages de Rachel, de Roy Batty et de Zhora.

Le Réplicant (anglais : replicant, parfois traduit « répliquant ») est un type de personnage science-fictionnel, sorte d'androïde plus proche du clone humain que du robot.
Ce terme apparaît pour la première fois en 1982 dans le film Blade Runner de Ridley Scott inspiré du roman Les androïdes rêvent-ils de moutons électriques ? écrit par Philip K. Dick en 1966. Le nom est également repris dans la suite cinématographique Blade Runner 2049 (2017), ainsi que dans tous les travaux portant sur ces films, c'est-à-dire dans une série de romans de K. W. Jeter, dans le jeu vidéo du même nom édité en 1997, et parfois même dans les rééditions du livre de Philip K. Dick.

## Contexte
En 2019, à Los Angeles, sur une Terre viciée à cause de guerres radioactives qui ont anéanti la quasi-totalité de la faune et de la flore, les gouvernements encouragent très fortement l'exil vers la planète Mars qui est en cours de colonisation. Pour favoriser les départs, ceux-ci offrent gracieusement un réplicant à toute personne qui part pour Mars,.

## Origine du terme
Dans le roman de Philip K. Dick Les androïdes rêvent-ils de moutons électriques ? qui inspire le film, le terme utilisé est « androïde ». Cependant, le réalisateur Ridley Scott souhaite une nouvelle appellation pour éviter tous préjugés. Le scénariste David Webb Peoples consulte donc sa fille qui étudiait la microbiologie et la biochimie. Elle lui suggère le terme « répliquer » qui est le processus de reproduction des cellules clonées. De cela, il tira l'appellation « réplicant » et l'insère dans le scénario de Hampton Fancher.

## Description
La description des réplicants, qui évolue au cours de l'intrigue du film, devient par la suite une référence dans le domaine d'étude de l'intelligence artificielle avec un questionnement sur le sens de la condition humaine.

« Androïde : [ãdroid] n. m. Automate humanoïde. Voir « Robot ».
1. Les premiers modèles étaient utilisés pour accomplir certaines tâches dangereuses ou déplaisantes pour les humains.
2. Deuxième génération bio-générée comportant des relais électroniques et des cerveaux positroniques. Utilisés dans l'espace pour l'exploration de sites inhospitaliers.
3. Troisième génération synthogénétique. Voir « réplicant ». »

— « Le Grand Robert », Nouvelle édition internationale (2012).

« Réplicant : [replikã] n. m. Automate androïde créé à partir de cultures de chair et de peau, grâce à des transferts énogénétiques spécifiques. Capable de pensée autogénérée. Facultés parapsychologiques. Destiné à être utilisé pour l'émigration. »

— « Le Grand Robert », Nouvelle édition internationale (2012).

### Nature
Les réplicants sont considérés comme des esclaves modernes, appartenant à une classe inférieure, à la manière du film Metropolis (1927) de Fritz Lang. Les premières versions créées, c’est-à-dire antérieures à la troisième génération synthogénétique, étaient utilisées dans les travaux pénibles ou dangereux, comme objets de plaisirs, dans les forces armées ou encore pour explorer des sites inhospitaliers.
Après une révolte sanglante de réplicants dans une colonie martienne, ces derniers sont bannis de la Terre. Toutefois, certains réussissent à la regagner. Des unités spécialisées, appelées Blade Runner, sont là pour faire respecter la loi aux contrevenants androïdes. Ils ont l'autorisation de tuer n'importe quel réplicant en situation irrégulière. Les gouvernements n'appellent pas cela un meurtre mais un « retrait ».
Plusieurs séries de réplicants existent. Les réplicants de la nouvelle série 6 des « Nexus » (X-3-S-M), créés génétiquement par la Tyrell Corporation, sont pratiquement identiques à un être humain adulte, mais avec une force et une agilité supérieures, l'intelligence dépendant quant à elle du modèle. Les usines de production de la firme se trouvent sur Mars. Au début du film, aucun Blade Runner n'a jamais encore eu à traquer un de ces nouveaux modèles « Nexus-6 ».

### Différences entre réplicants et êtres humains
En raison de ses similitudes physiques avec les êtres humains, un réplicant ne peut être détecté que par son manque d'empathie aux questions posées dans le test de Voight-Kampff. Les policiers doivent être prudents pour éviter toute erreur sur la personne.
Pour repérer les réplicants, le Blade Runner se concentre sur les différences qui existent entre eux et les humains. Voici les trois principales :
- Les réplicants ne sont pas sensibles à la vie animale (à laquelle les humains sont très attachés, d'autant plus que les véritables animaux sont devenus excessivement rares au moment où se passe l'action[note 6]) et ne ressentent rien lorsqu'un animal est mis à mort ;
- Les réplicants n'ont aucune forme d'empathie entre eux et envers les autres. Ainsi, ils ne feront rien pour aider l'un des leurs et se résignent souvent quand un Blade Runner les attrape ;
- Les réplicants ont une moelle osseuse différente de celle des humains, du fait qu'elle a été créée génétiquement, ce qui permet une vérification après un « retrait ».

Autre différence présente dans le film mais qui dépend de la version du montage, les yeux des réplicants brillent lorsqu'ils sont troublés,. La population est partagée sur le statut à donner aux réplicants. Pour certains, les réplicants devraient avoir les mêmes droits que les humains. Pour d'autres, comme les syndicats, il n'est pas acceptable que les réplicants remplacent les employés humains. Pour les médias, les hommes politiques et l'Église, les réplicants ne sont que des objets,. Rick Deckard, principal protagoniste du film, ne partage pas cet avis. Il démissionna des services de la police à la suite de la sortie des « Nexus 3 », qu'il trouvait « trop doux » et « trop humains » pour être considérés comme des objets,.
Chaque réplicant est désigné par un prénom (et plus rarement un nom) et un numéro de série. Ce dernier offre des informations précieuses sur l'androïde. Dans le film, Leon est immatriculé sous le numéro « N6MAC41717 », Roy Batty « N6MAA10816 », Pris « N6FAB21416 » et Zhora « N6FAB61216 ». Par exemple, le code d'identification de Pris, « N6FAB21416 », signifie N6 pour la série « Nexus-6 », F pour son genre, A pour son niveau physique et B pour son niveau d'intelligence. Les chiffres suivants indiquent la date de conception du réplicant, ici 21416 pour 02-14-2016 soit le 14 février 2016.

### Durée de vie
Les nouveaux réplicants créés intègrent un processus génétique de détérioration cellulaire qui provoque leur mort au bout d'une durée définie à l'avance. Ils « naissent » donc directement avec la corpulence d'un être humain adulte et ne servent que quelques années. Ainsi, le Nexus-6 (génération des plus performantes) a une durée de vie de quatre ans, pour éviter qu'il ne s'humanise.

### Générations
Les capacités intellectuelles et physiques des réplicants sont variables. Elles sont définies au moment de leur création, en fonction des nécessités liées à l'activité qui leur est destinée. Les niveaux de compétence s'échelonnent de « A » à « C », « A » étant le niveau le plus élevé et « B » étant le niveau comparable à la moyenne de celui des humains.
Un niveau physique « A », tel que celui de Roy Batty, permet de supporter, pour une courte durée, des températures allant de −200 °C à +600 °C,, malgré une biologie similaire à celle de l'Homme. Ils ne doivent pas cependant être considérés comme des « super Hommes » mais comme « le meilleur des Hommes ».

### Mémoire
Les réplicants développent des « obsessions étranges » quand ils « utilisent » leurs réponses émotives programmées. Le manque d'expérience et l'immaturité émotionnelle leur posent de gros problèmes car ils doivent apprendre à réagir comme un être humain malgré leurs quelques années d'espérance de vie. Pour contrer ce problème, ils peuvent être dotés de souvenirs. Dans le film, Rachael semble être la seule « Nexus-6 » à avoir bénéficié de cette nouvelle technologie, c'est pourquoi Eldon Tyrell la considère comme un prototype expérimental. Les souvenirs permettent, entre autres, de cacher à un réplicant sa véritable nature en lui offrant la possibilité de se remémorer son enfance. Les souvenirs peuvent être la copie de ceux d'un être humain, apparaissant réels aux yeux du réplicant bien qu'ils ne lui appartiennent pas. Les photographies constituent un élément fondamental de la mémoire affective d'un réplicant, car elles le relient à leur soi-disant passé.

### Sentiments
Les réplicants ont été programmés pour répondre émotionnellement à certaines situations de façon à interagir et paraître tel un humain. Il ne s'agit pas de « vraies émotions » car les réplicants ne les ressentent pas, mais plutôt d'une simulation de ce qu'aurait ressenti un être humain. Cependant, quelques « Nexus-6 » ont développé de « vraies émotions », telle l'empathie que ressent Roy Batty envers Rick Deckard vers la fin du film, ou encore l'amour qui transparaît dans la relation entre Rick Deckard et Rachael.

### Tatouages
Dans la scène du film qui se déroule sur les toits, sont visibles sur le torse de Roy Batty des traces bleues qui ressemblent à des tatouages. Il s'agit d'une idée selon laquelle ces « petits ronds » seraient des connecteurs pour équipements spatiaux, une sorte d'interface électronique ou informatique. Cette idée est abandonnée dans le script final malgré le maquillage visible dans cette scène.

### Alimentation
À l'instar des êtres humains, les réplicants ont besoin de se nourrir. Cela pousse certains réplicants en fuite, comme Zhora, à travailler pour se payer de la nourriture. Une bouteille ressemblant à une bouteille de boisson alcoolisée est visible sur une des photographies de l'appartement de Leon traitée sur l'Esper. Cela indiquerait que les réplicants pourraient supporter et apprécier l'alcool. De plus, dans une version du film, si Rick Deckard est considéré comme un réplicant, il semble très probable qu'il boive.

### Reproduction
Étant créés de manière artificielle et malgré leur biologie proche de celle des « Hommes », les réplicants ne semblent pas capables de se reproduire. En effet, cela serait une perte d'argent considérable si chacun pouvait « élever » ses propres réplicants. Ils seraient de plus incapables de s'occuper de leurs enfants à cause de leur durée de vie limitée. Enfin, le fait de n'avoir aucun droit est incompatible avec la parentalité.
N'ayant pas de famille, certains développent une affectivité envers leurs semblables afin de recréer un substitut de famille.

## Message
La condition des réplicants permet, par analogie, d'interroger le spectateur sur le sens de la condition humaine et sur les critères qui définissent l'être humain. À travers les yeux de Rick Deckard, le film illustre comment les souvenirs, les désirs et les émotions liées à l'inconscient ainsi que la volonté de suivre sa conscience, parfois même en sortant des chemins établis, définissent l'humanité.

## Dans leurs contextes

### Blade Runner
Dans Blade Runner, les réplicants entrés illégalement sur Terre sont au nombre de six, tous de la série « Nexus-6 » : Roy Batty (interprété par Rutger Hauer) est un modèle destiné au combat pour le programme de défense des colonies, Pris (interprété par Daryl Hannah) est un « modèle de plaisir » pour le personnel militaire, Zhora (interprété par Joanna Cassidy) a été ré-entraînée pour accomplir des meurtres politiques, Leon (interprété par Brion James) est un modèle de combat, chargeur de munitions pour des applications liées à la fission nucléaire, Hodge a été tué dans un champ électrique en tentant de rentrer à la Tyrell Corporation et Mary, la 6e réplicant a été retirée du script pour raison budgétaire créant beaucoup de spéculations sur le fait que Rick Deckard soit le 6e réplicant avec de nouveaux souvenirs. Les différentes versions du film ont elles aussi participé à cette ambiguïté. Rachael (interprété par Sean Young) est aussi un réplicant, il s'agit d'un prototype expérimental « Nexus-6 » avec des souvenirs implantés provenant de la nièce du Dr Eldon Tyrell.
Dans le roman Les androïdes rêvent-ils de moutons électriques ?, Rick Deckard est clairement identifié comme étant un humain. Cependant, le film est beaucoup plus ambigu sur ce sujet. En effet, selon la version du montage, Deckard apparaît plutôt comme un humain (version originale), ce qui était souhaité par la production pour anticipation de la réaction du public, ou plutôt comme un réplicant (version du réalisateur), ce qu'a reconnu Ridley Scott. Cela étonna l'acteur principal Harrison Ford et même le scénariste Hampton Fancher, lequel indiqua qu'il n'avait pas écrit le rôle comme celui d'un réplicant,,.

### Jeu vidéo
Selon les actions du joueur, les personnages sont soit humains soit réplicants, c'est le cas de Roy McCoy, le protagoniste joué par le joueur, qui est un « Blade Runner » à la recherche d'un groupe de réplicants. Sadik, Dektora (danseuse exotique), Lucy, les jumeaux Luther et Lance (anciens employés de la Tyrell Corporation) et Gordo Frizz (comédien) dépendent aussi du joueur. Clovis (qui dirige le groupe de réplicants), Zuben (cuisinier dans un restaurant chinois) sont eux toujours réplicants.
Suivant le comportement du joueur le jeu se termine selon un des 7 scénarios possibles.

## Thème de science-fiction
Le réplicant est souvent utilisé dans la science-fiction, principalement sous forme de clin d'œil au film de Ridley Scott mais parfois loin de son message sur la condition humaine. Voici quelques exemples :
- Dans le jeu vidéo Snatcher (1988), l'histoire se concentre sur un détective recherchant des robots qui imitent les humains, tout comme les réplicants.
- Dans le jeu vidéo Flashback (1992), quelques ennemis androïdes sont désignés sous le nom de CY-BORG 2.1 ou de replicants.
- La chanson Time, What is Time (1992) du groupe allemand de Power metal Blind Guardian est librement basée sur le film et parle des réplicants (« The things she remembered / Had never been her own / Replicant or human »).
- Dans la série télévisée Invasion planète Terre (1997-2002), les Jaridians utilisent des machines pour surveiller et attaquer la Terre. Ces machines se sont appelées des « réplicants ».
- Dans la série télévisée Stargate SG-1 (1997-2007), une espèce extraterrestre mécanique connue sous le nom de réplicateurs peuvent créer des répliques humanoïdes.
- Les troupes génétiquement modifiées dans le film Soldier (1998) sont des réplicants de la série « Nexus ». Les deux films se situent dans le même univers fictif.
- Replicant (2001) est un film de Ringo Lam avec Michael Rooker et Jean-Claude Van Damme.
- Les deux premiers rôles de Dead or Alive 3 (2002), de Takashi Miike, sont des réplicants.
- Dans la série télévisée Battlestar Galactica (2004-2009) se trouvent des humanoïdes nommés Cylons. Il est reconnu que Blade Runner a eu une influence sur cette série. L'acteur Edward James Olmos, qui tient le premier rôle de la série, joue également le rôle de Gaff dans le film. Il conseilla l'actrice Tricia Helfer dans son approche du rôle de Numéro six.
- Dans le jeu vidéo NieR (2010), les âmes des humains endormies pour un millénaire attendent de pouvoir regagner leurs Replicant respectifs, des enveloppes humanoïdes qui ont résisté à l'apocalypse qui a dévasté le monde. Le protagoniste incarné par le joueur est un de ces Replicant.
- Le livre espagnol Des Larmes sous la Pluie (2011) de Rosa Montero traite de la condition des réplicants dans un monde où ils ont acquis une certaine indépendance. L'influence de Blade Runner sur le livre est visible même par son titre, référence au monologue final de Batty sur le toit avant de mourir.
- Dans le dessin animé The Batman, les répliquants sont des robots aliens qui se développent en volant la technologie d'autres planètes, les détruisant. Certains peuvent se déguiser en humain.